# T. T. Martin
 (juillet 2025).
Thomas Theodore Martin, abrégé T. T. Martin (né dans le Comté de Smith (Mississippi) et mort le 23 mai 1939), était un chrétien évangélique qui devint l'un des principaux mouvements anti-évolution dans les années 1920. Quand la Ligue anti-évolution du Minnesota, fondée par William Bell Riley (en) de la First Baptist Church (en) de Minneapolis (Minnesota), devint la Ligue anti-évolution américaine de 1923, le prêcheur du Kentucky J. W. Porter en était président et Martin en était secrétaire et éditait le principal organe de communication de l’organisation, The Conflict.